# If You Come Back
If You Come Back è un singolo della boy band britannica Blue, pubblicato nel 2001 ed estratto dall'album All Rise.
Il brano è stato scritto da Ray Ruffin, Nicole Formescu, Ian Hope e Lee Brennan.

## Tracce
- CD (UK)

1. If You Come Back (Radio Edit) - 3:24
2. If You Come Back (8 Jam Streetmix) - 4:56
3. If You Come Back (Blacksmith Smooth R'n'B Rub) - 3:54
4. If You Come Back (Video) - 3:24

## Classifiche
| Paese             | Posizione più alta |
| ----------------- | ------------------ |
| Australia         | 19                 |
| Austria           | 49                 |
| Belgio (Fiandre)  | 9                  |
| Belgio (Vallonia) | 68                 |
| Germania          | 48                 |
| Irlanda           | 13                 |
| Nuova Zelanda     | 5                  |
| Regno Unito       | 1                  |
| Svezia            | 13                 |
| Svizzera          | 71                 |